# Robert Nardelli

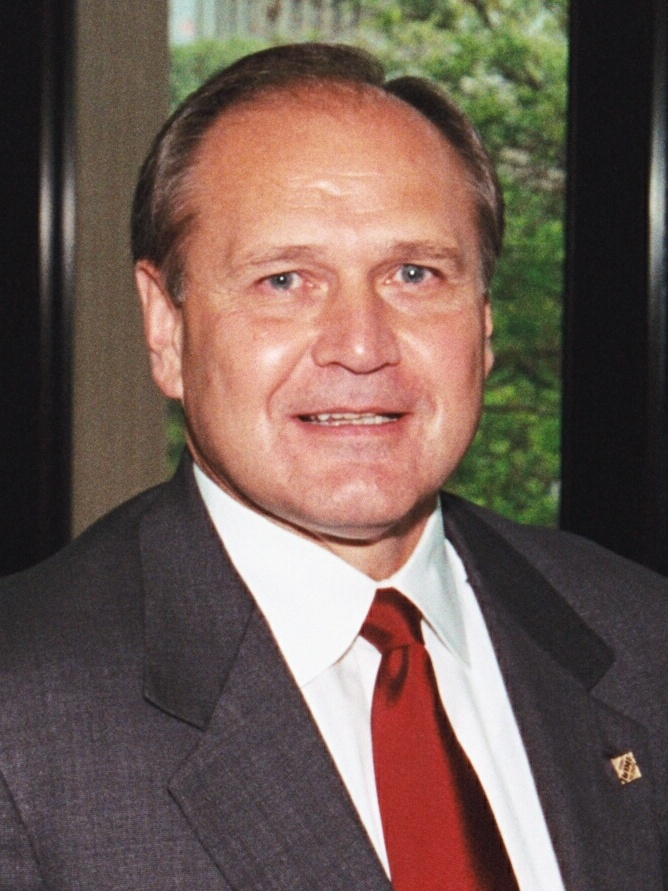
Robert Nardelli, 2002

Robert Louis „Bob“ Nardelli (* 17. Mai 1948 in Old Forge, Pennsylvania) ist ein US-amerikanischer Manager. Er war unter anderem CEO von The Home Depot (2000–2007) und Vorstandsvorsitzender der Chrysler LLC (2007–2009). Seit 2012 ist er Gründer und CEO der Investment- und Beratungsfirma XLR-8 LLC.

## Frühes Leben und Ausbildung
Nardelli erhielt 1971 einen Bachelor-Abschluss in Betriebswirtschaft von der Western Illinois University und 1975 einen MBA der University of Louisville.

## Karriere

### General Electric
Nardelli begann 1971 bei General Electric als Ingenieur. Er stieg in verschiedenen Geschäftsbereichen auf, darunter GE Appliances und GE Transportation Systems, und wurde 1995 Präsident und CEO von GE Power Systems.

### The Home Depot
Im Dezember 2000 wechselte Nardelli zu The Home Depot und wurde dort CEO, 2002 zusätzlich Chairman. Während seiner Amtszeit wuchs der Umsatz erheblich, jedoch wurde seine zentralisierte Führungsstruktur und ein umstrittenes Abfindungspaket kritisiert. Anfang 2007 trat er zurück.

### Chrysler
Am 5. August 2007 wurde Nardelli Vorstandsvorsitzender des kurz zuvor von der Daimler AG abgespaltenen Autobauers Chrysler LLC, der zu diesem Zeitpunkt mehrheitlich im Besitz von Cerberus Capital Management war.  
Ende 2008 trat er gemeinsam mit den CEOs von Ford (Alan Mulally) und GM (Rick Wagoner) vor den US-Senat, um Staatshilfen zur Abwendung einer Insolvenz zu beantragen. Chrysler stellte im April 2009 Insolvenzantrag.

### Spätere Tätigkeiten
Nach seiner Zeit bei Chrysler war Nardelli bis 2012 CEO der Freedom Group, einem Waffenhersteller im Besitz von Cerberus Capital Management. Anschließend gründete er das Beratungsunternehmen XLR-8 LLC, das in Industrie- und Technologiefirmen investiert.